# Christen Worm

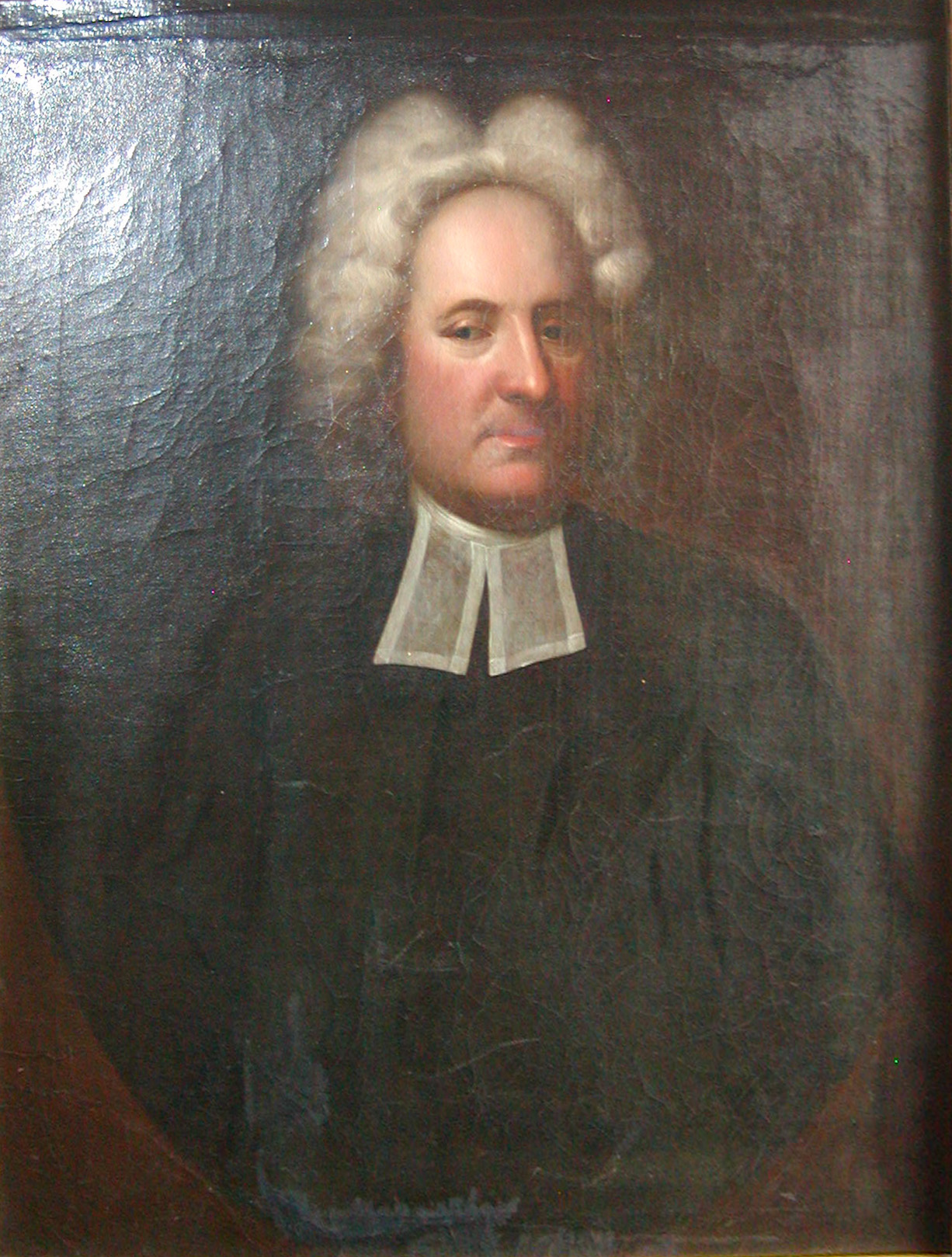
Christen Worm.

Christen Worm, född i Köpenhamn den 10 juni 1672, död den 9 oktober 1737, var en dansk biskop. Han var son till Villum Worm och sonson till Ole Worm.
Worm tog teologisk examen 1692 och uppehöll sig därefter på Samsø hos den lärde prästen Mads Iversen Vejle. Han kom därifrån till Vor Frue Skole i Köpenhamn som hörare och öppnade tillika en rad dissertationer vid universitetet om judiska antikviteter, som väckte en del uppseende, liksom han 1696 utgav en lärd skrift om Sabellius i hopp om att uppnå en professur. Han var därefter ett par år på studieresa i utlandet; men vid sin hemkomst 1698 uppnådde han likväl inte att omedelbart bli professor, som han hade förväntat sig. Han blev däremot anställd vid Nikolaj Kirke, och först 1710 fick han en teologisk professur. År 1711 blev han utnämnd till Själlands biskop. Worms ställning var emellertid svår, han hade åtskilliga motståndare, och han synes själv att ha varit av ett något oroligt gemyt. Han gjorde dock inte litet till bästa för universitetet och skolväsendet.